# Вила-Шан (Эшпозенди)
Вила-Шан (порт. Vila Chã) — населённый пункт и район в Португалии, входит в округ Брага. Является составной частью муниципалитета Эшпозенде. По старому административному делению входил в провинцию Минью. Входит в экономико-статистический субрегион Каваду, который входит в Северный регион. Население составляет 1410 человек на 2001 год. Занимает площадь 8,30 км².
Покровителем района считается Иоанн Креститель (порт. S.João Batista).